# Modelky s.r.o.
Modelky s.r.o. je český film z roku 2014, režírovaný Davidem Laňkou a Tomášem Magnuskem.
Dvě znepřátelené, dříve kamarádky, ikony českého modelingu, Bety (Regina Rázlová) a Marta (Evelyna Steimarová) si dělají naschvály, pomlouvají se a dělají si naschvály. Jakmile se na scéně objeví Martina, oslní všechny svojí krásou a Bety s Martou svedou boj o to, kdo ji uloví do své modelingové stáje.

## Obsazení a postavy
| Regina Rázlová     | Bety                      |
| Evelyna Steimarová | Marta                     |
| Jiří Štěpnička     | Jiří                      |
| Nikol Moravcová    | Nikol                     |
| Tereza Jemelíková  | Andrea                    |
| Eva Perkausová     | Míša                      |
| Martin Písařík     | Mirek                     |
| Martin Kraus       | fotograf Tomáš            |
| Petr Novotný       | Vokurka                   |
| Ivana Korolová     | Vokurková                 |
| Lumír Olšovský     | Rosťa                     |
| Tomáš Magnusek     | Patrik                    |
| Kamila Janovičová  | asistentka Bety           |
| Aneta Krejčíková   | Ornela                    |
| Kateřina Votavová  | redaktorka Prdelka        |
| Aleš Cibulka       | Aleš Cibulka              |
| Tomáš Kraus        | Tomáš Kraus               |
| Luboš Xaver Veselý | trafikant                 |
| Petra Řehořková    | ředitelka obchodního domu |